# Primo Lagasi
Primo Fulvio Paolo Michele Lagasi (Bedonia, 29 settembre 1853 – Bedonia, 11 ottobre 1936) è stato un notaio e politico italiano.
Studioso di problemi amministrativi è stato consigliere comunale e sindaco di Bedonia, consigliere provinciale e membro della deputazione provinciale di Parma.